# La Vie après la vie
La Vie après la vie (Life After Life) est un livre de parapsychologie publié en 1975 et écrit par le docteur américain en philosophie Raymond Moody.

## Thème central
Le livre est une étude qualitative dans laquelle Raymond Moody interroge, pendant vingt ans, 150 personnes ayant vécu des expériences de mort imminente (EMI). L'auteur met en avant certaines expériences partagées par plusieurs des patients : un long tunnel noir, une sensation d'être hors de son corps, une rencontre avec des esprits, etc.

## Réception
Le livre, vendu à 13 millions d'exemplaires et traduit dans une douzaine de langues, est un best-seller ayant largement popularisé les EMI,.

## Critiques

### Communauté scientifique
Les preuves de Moody concernant une vie après la mort ont été vivement critiquées, jugées erronées, tant sur le plan logique qu'empirique. Le psychologue et sceptique James Alcock a noté que « [Moody] semble ignorer une grande partie de la littérature scientifique traitant des expériences hallucinatoires en général, tout comme il passe rapidement sous silence les limites bien réelles de sa méthode de recherche. »
Le philosophe et sceptique Paul Kurtz a écrit que les preuves de Moody concernant les expériences de mort imminente reposent sur des entretiens personnels et des récits anecdotiques, et qu'aucune analyse statistique de ses données n'a été réalisée. Selon Kurtz, « il n'existe aucune preuve fiable que les personnes rapportant de telles expériences soient décédées et revenues, ni que la conscience existe indépendamment du cerveau ou du corps ».

## Postérité
L'ouvrage marque un tournant dans le domaine et fait naître plusieurs projets auxquels Raymond Moody prend part, notamment la fondation de l'association internationale pour les études sur la mort imminente (en) en 1977 puis le Journal of Near-Death Studies (en) en 1982.